# 中国共産党中央党校
座標: 北緯40度00分25秒 東経116度16分49秒 / 北緯40.007007度 東経116.280241度

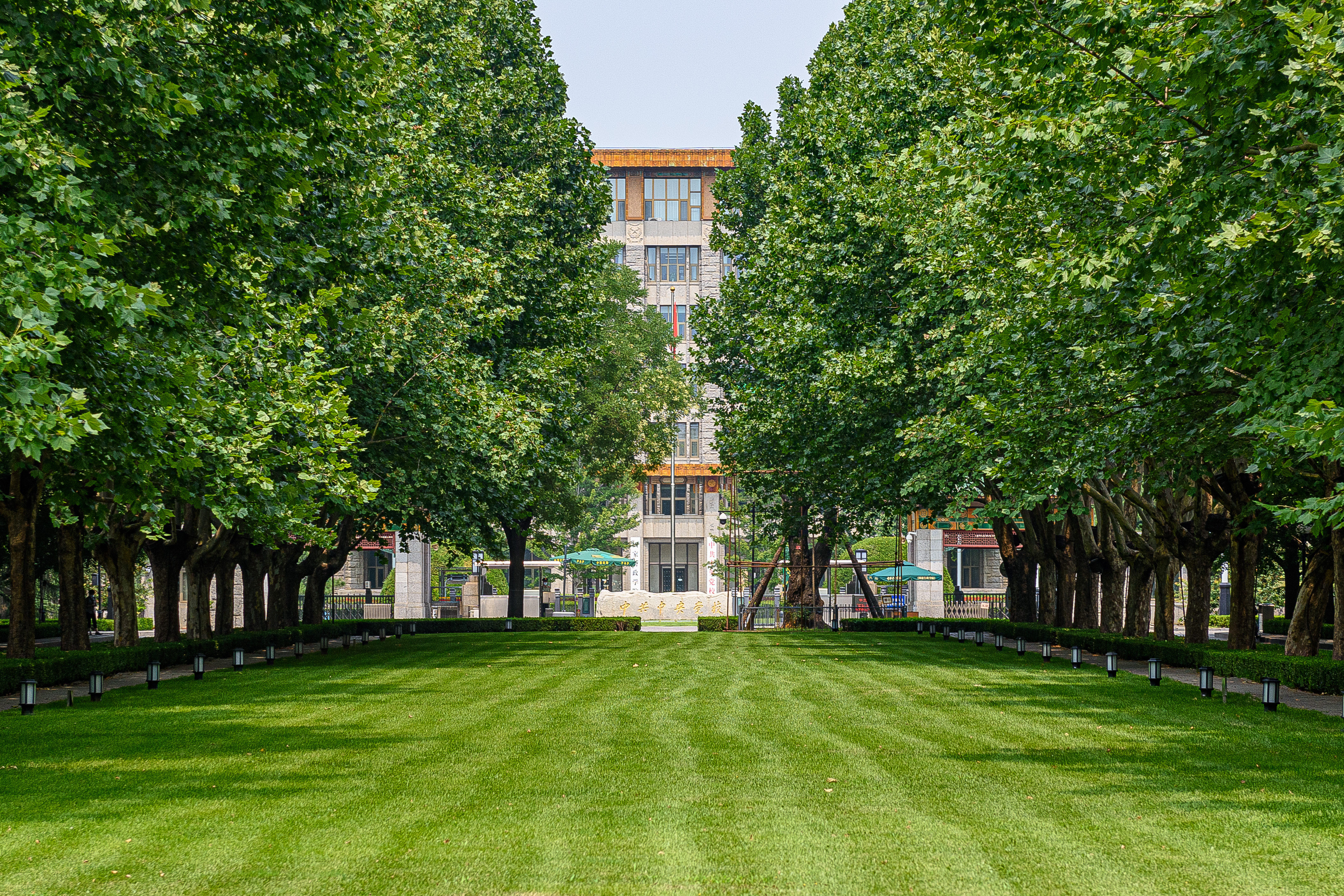
中央党校

中国共産党中央党校（ちゅうごくきょうさんとうちゅうおうとうこう、英語: Party School of the Central Committee of CPC）は、中国共産党中央委員会に直属し、中国共産党の高級幹部を養成する機関である。かつて校長は歴代中央書記処第一書記（幹事長に当たる役職）が務め、その中にも次期総書記が就任する場合があり、例えば前総書記の胡錦濤、現総書記の習近平はともに、国家副主席・政治局常務委員時代に歴任していた。しかし現校長の陳希は政治局常務委員の就任歴がなく、さらに2023年時点で政治局員すら退任して普通党員の身分で校長の職を務め続ける。機関紙は学習時報。

## 概要
中央党校の幹部養成コースは短期および長期があり、その対象も末端の県書記クラスから中央委員・閣僚クラスまで多岐にわたっている。中央・地方の党幹部、政府幹部が一定期間、党校に研修に来ることもある。このため、人によっては複数回「入校」し研修を受けることがある。また、年間のコースに参加することは、中央幹部候補生であり、校長との知己、同窓などの人脈が今後のキャリアのうえで重要となる。中央党校の研修コースは、別に大学の学部および大学院に相当する研修コースもある。

## 歴史
長征が始まる直前の1933年3月、毛沢東の命により当時の中国共産党の拠点だった江西省瑞金市で創始された。当時は『マルクス共産主義学校』と呼称し、長征途中の1935年に『中央党校』に改称された。その後、長征の終着地である陝西省延安市に長く置かれていたが、日中戦争終結後、国共内戦中の1947年、延安の学校を閉校。共産党が北平（現・北京市）を奪った後の1949年、北京に落ち着いた。

1960年代から70年代にかけては文化大革命の一環で中央党校は活動休止に追い込まれるが、1976年9月に毛沢東が死亡し文化大革命が終結した翌年の1977年に復活した。当時の中央宣伝部長でもあった胡耀邦が副校長に就任すると、理論研究室を設立して阮銘、呉江、孫長江らブレーンに内部雑誌『理論動態』の中で様々な改革理論を提起させ、党内の思想解放を促した。その中でも、「真理の追究」は先に出された鄧小平の『実事求是』論と呼応して毛沢東無謬論を盾に改革を妨害する華国鋒らすべて派を批判し、翌1978年8月に行われた第11期3中全会での政策転換に貢献した。さらに1980年には、5中全会で胡耀邦が中央書記処総書記に就任した。
1982年6月、胡耀邦が総書記職に専念するため、鄧力群の推薦で保守派長老の王震が後任に就いたが、保守派のトップである陳雲から「黄埔軍官学校のような組織にしてほしい」と指示を受けており、校長の権限で阮銘を党籍剥奪、呉江、孫長江を異動させるなど党校内部の改革派が一掃された。

## 学部
哲学、経済学、科学社会主義、政法、中央党史、党建設、文史の7つの教学研究部がある。現在の在校数は約1600名。各省、自治区、市にもそれぞれ委員会党校があり、校長は各地の委員会副書記などが兼務する。

## 主な卒業生
- 劉雲山　党中央宣伝部長
- 王忠禹　全国政治協商会議副主席
- 王楽泉　新疆ウイグル自治区党委書記
- 陳至立　全国人民代表大会副委員長

## 歴代校長
- 1949年10月 - 劉少奇
- 1953年3月 - 凱豊
- 1954年11月 - 李卓然
- 1955年4月 - 揚献珍
- 1961年2月 - 王従吾
- 1963年1月 - 1966年8月：林楓
- 1977年3月 - 華国鋒
- 1982年4月 - 王震
- 1987年3月 - 高揚
- 1989年3月 - 喬石
- 1993年2月 - 胡錦濤
- 2002年12月 - 曽慶紅
- 2007年12月 - 習近平
- 2013年1月 - 劉雲山
- 2017年11月 - 陳希